# Arcadia (Stoppard)
Pour les articles homonymes, voir Arcadia.
Arcadia est une pièce de théâtre de Tom Stoppard. La première a eu lieu à Londres le 13 avril 1993 au Royal National Theatre. La pièce a été depuis jouée dans de nombreux théâtres. Elle a eu une réception critique extraordinaire; le critique du London Daily Telegraph a écrit: "Je n'ai jamais été plus convaincu en sortant d'une pièce de théâtre que je venais de voir un chef-d'œuvre." Elle a gagné le Olivier Awards de la meilleure pièce en 1993, et aussi le New York Drama Critics Award de 1995. Le titre de l'œuvre fait référence à la phrase latine Et in Arcadia ego.

## Synopsis
L'intrigue d’Arcadia a pour cadre une maison anglaise, Sidley Park, et l'action se déroule alternativement en 1809 et en 1989, passant fréquemment d'une époque à l'autre. La pièce observe des érudits de l'époque actuelle (écrivain, universitaire, étudiante...) au cours de leurs recherches, en juxtaposant leurs interprétations d'indices laissés par les habitants du XIXe siècle et les indices eux-mêmes. Arcadia explore la nature de la « preuve » et de la vérité dans le contexte des idées modernes de la mathématique et la physique. La pièce pose les questions du pouvoir de la modernité, et elle fait la satire des motivations du postmodernisme ; lors du dénouement, dans un monologue, un personnage défend la beauté et la totalité de l'univers selon Aristote.
En 1809, Thomasina Coverly, une adolescente dont les idées en mathématiques et en physique sont en avance sur son temps (la pièce lui fait exposer en particulier les notions d'entropie et de théorie du chaos), étudie avec son tuteur, Septimus Hodge, ami de Byron. En 1989, deux experts dans leurs domaines respectifs – Hannah Jarvis, une historienne, qui fait des recherches sur un ermite qui a habité là, et Bernard Nightingale, un professeur de la littérature qui vient pour révéler un chapitre secret de la vie de Byron – arrivent à Sidley Park. Pendant leurs investigations, aidées par les recherches du biologiste Valentine Coverly, on découvre peu à peu ce qui s'est réellement passé en 1809.

## Premières représentations
La production originale de 1993 a été mise en scène par Trevor Nunn. La distribution comprenait Rufus Sewell dans le rôle de Septimus Hodge, Felicity Kendal (Hannah Jarvis), Bill Nighy (Bernard Nightingale), Emma Fielding (Thomasina Coverly), Alan Mitchell (Jellaby), Derek Hutchinson (Ezra Chater), Sidney Livingston (Richard Noakes), Harriet Walter (Lady Croom), Graham Sinclair (Captain Edward Brice R.N.), Harriet Harrison (Chloe Coverly), Timothy Matthews (Augustus Coverly/Gus Coverly) et Samuel West (Valentine Coverly).
La première à Broadway a eu lieu au Vivian Beaumont Theatre en mars 1995. Le metteur en scène était à nouveau Trevor Nunn, mais la distribution était complètement différente: Billy Crudup (Septimus), Blair Brown (Hannah), Victor Garber (Bernard), Robert Sean Leonard (Valentine), Jennifer Dundas (Thomasina), Paul Giammati (Ezra Chater), Lisa Banes (Lady Croom), Richard Clarke (Jellaby), John Griffin (Gus/Augustus), Peter Maloney (Noakes), David Manis (Captain Brice, RN), et Haviland Morris (Chloe). Celle production a reçu une nomination pour le Tony Award de la meilleure pièce en 1995.

## Représentations en français
Dès 1993, la pièce fut traduite en français par Denyse Périer pour des représentations au Rideau de Bruxelles.
En 1998, la pièce est montée à la Comédie-Française avec Philippe Adrien à la mise en scène, dans une adaptation de Jean-Marie Besset, devenant ainsi la première pièce d'un auteur contemporain non francophone jamais montée dans ce théâtre. La distribution comprenait Jean-Pierre Michaël dans le rôle de Septimus Hodge, Claude Mathieu (Anna Jarvis), Jean-Baptiste Malartre (Bernard Nightingale), Françoise Gillard (Thomasina Coverly), David Stanley (Jellaby), Olivier Dautrey (Ezra Chater), Alain Pralon (Richard Noakes), Claire Vernet (Lady Gray), Jean-Marie Galey (Edward Brice), Catherine Vuillez (Chloé Coverly), Micha Lescot (Augustus Coverly/Gustave Coverly) et Denis Podalydès (Valentin Coverly).

## Récompenses et nominations
Récompense
- 1994 : Laurence Olivier Awards (meilleure création)

Nominations
- 1995 : Drama Desk Award de la meilleure pièce
- 1995 : Tony Award de la meilleure pièce
- 2006 : Arcadia était dans les favoris pour l'élection du Royal Institution Award pour le meilleur écrit scientifique.
- 2011 : Tony Award de la meilleure reprise